# Sint-Gillis-Buitenkerk

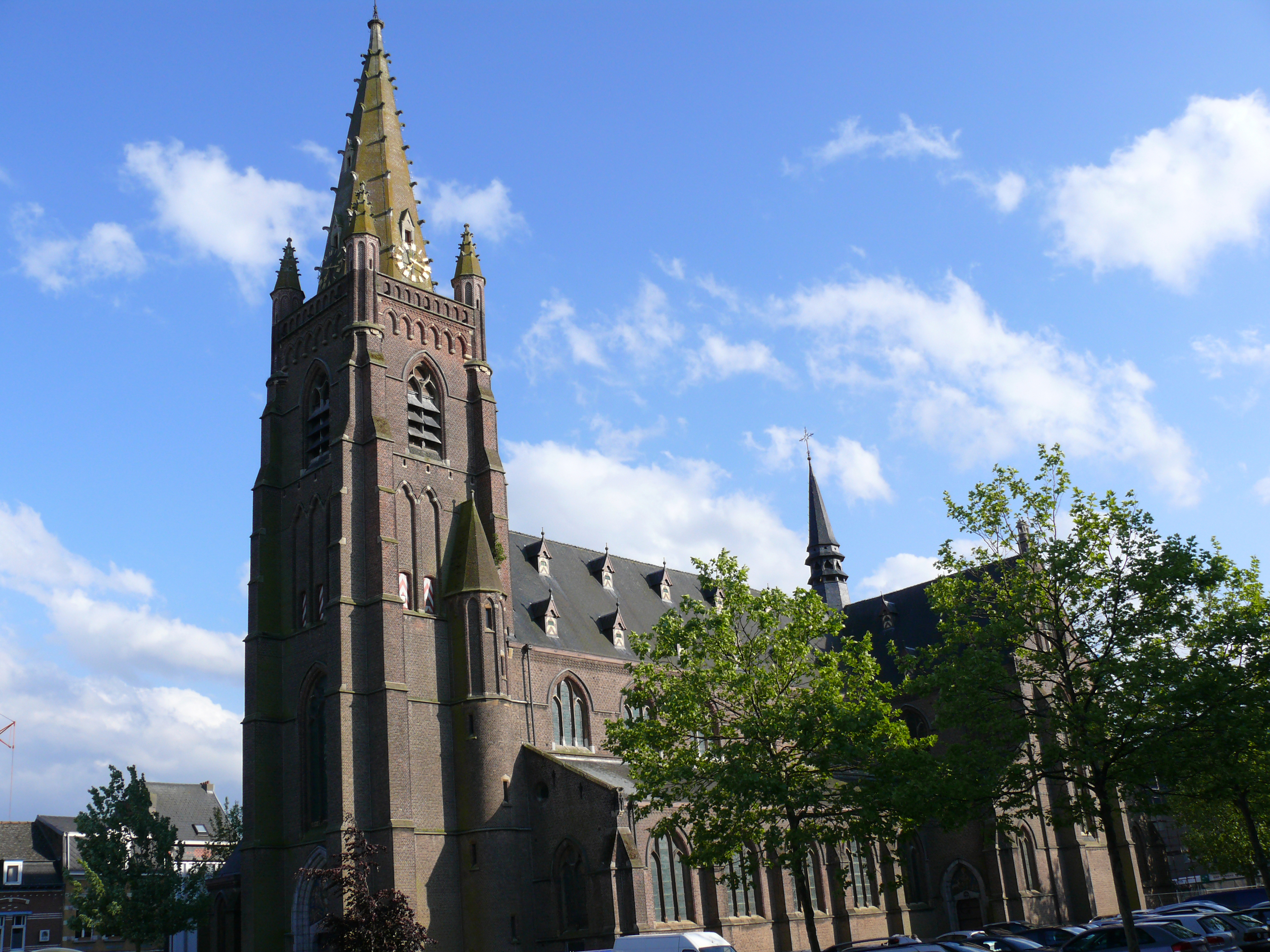
Sint-Gillis-Buitenkerk

De Sint-Gillis-Buitenkerk (ook: Sint-Egidiuskerk) is de oudste parochiekerk van de tot de Oost-Vlaamse gemeente Dendermonde behorende plaats Sint-Gillis-bij-Dendermonde, gelegen aan de Frans van Schoorstraat.

## Geschiedenis
Al in de 7e of 8e eeuw zou er sprake zijn van een parochiekerk op de Zwijvekekouter. In de 13e eeuw werd deze naar het Sint-Gillishospitaal overgebracht dat binnen de ommuurde stad Dendermonde was gelegen. Deze ontwikkelde zich tot de Sint-Gillis-Binnenkerk. In de 19e eeuw ontstond opnieuw de behoefte aan een eigen parochiekerk, mede door de bevolkingstoename. In 1901 werd het toegestaan om een filiaalkerk in te richten. Aanvankelijk kerkte men in een houten noodgebouw. In 1903-1907 kwam een definitieve kerk gereed naar ontwerp van Henri Vaerwyck.
Op 4 september 1914 werd de toren beschoten door de Duitse bezetter en een dag later werd brand gesticht door de Duitse soldaten. In 1915 werd de kerk voorlopig hersteld en van 1920-1924 vond definitief herstel plaats. Tijdens de Tweede Wereldoorlog bleef de kerk onbeschadigd maar wel werden drie klokken door de bezetter gestolen.
In 2003 werd de kerk beschermd als monument (erfgoed).

## Gebouw
Het betreft een bakstenen kruisbasiliek die naar het zuidwesten is georiënteerd en in neogotische stijl is uitgevoerd. De kerk heeft een zevenzijdig gesloten koor. Er is een kleine vieringtoren en een massieve voorgebouwde toren van vier geledingen. De spits heeft vier flankeertorentjes.

## Interieur
Het interieur werd uitgevoerd in neogotische stijl. Het in 1914 door oorlogsgeweld vernielde kerkmeubilair werd goeddeels in de oorspronkelijke vorm hersteld. De glas-in-loodramen zijn van 1924. Het stamt uit het eerste kwart van de 20e eeuw. Léon Bressers vervaardigde een aantal neogotische houten gepolychromeerde heiligenbeelden.